# Изорела
Изорѐла (на италиански: Isorella) е малко градче и община в Северна Италия, провинция Бреша, регион Ломбардия. Разположено е на 56 m надморска височина. Населението на общината е 4112 души (към 2013 г.).